# Alfa 20-30 HP
De Alfa 20-30 HP was een model van het Italiaanse automerk ALFA, het latere Alfa Romeo, dat werd gebouwd tussen 1914 en 1922.
De 20-30 HP was een lichtere versie van de Alfa 40-60 HP en kon beschikken over een 4082 cc grote motor die 49pk leverde. De wagen haalde een topsnelheid van 113 km/u. In 1920 werd de Torpedo 20-30 HP de eerste Alfa Romeo die de huidige naam van het merk draagt. In 1921 werd er een ES Sport van de 20-30 HP gemaakt met een 4250 cc motor die een maximaal vermogen had van 67 pk. De topsnelheid kwam hiermee op 130 km/u te liggen.